# Denkmalgeschützte Objekte im Bezirk Melk
Im Bezirk Melk bestehen 600 denkmalgeschützte Objekte. Die unten angeführte Liste führt zu den Gemeindelisten und gibt die Anzahl der Objekte an.
| Gemeindeliste           | Objektzahl |
| ----------------------- | ---------- |
| Artstetten-Pöbring      | 12         |
| Bergland                | 2          |
| Bischofstetten          | 4          |
| Blindenmarkt            | 5          |
| Dorfstetten             | 2          |
| Dunkelsteinerwald       | 22         |
| Emmersdorf an der Donau | 32         |
| Erlauf                  | 2          |
| Golling an der Erlauf   | 3          |
| Hofamt Priel            | 2          |
| Hürm                    | 10         |
| Kilb                    | 15         |
| Kirnberg an der Mank    | 11         |
| Klein-Pöchlarn          | 4          |
| Krummnußbaum            | 3          |
| Leiben                  | 13         |
| Loosdorf                | 14         |
| Mank                    | 6          |
| Marbach an der Donau    | 9          |
| Maria Taferl            | 13         |
| Melk                    | 195        |
| Münichreith-Laimbach    | 3          |
| Neumarkt an der Ybbs    | 10         |
| Nöchling                | 4          |
| Persenbeug-Gottsdorf    | 12         |
| Petzenkirchen           | 5          |
| Pöchlarn                | 21         |
| Pöggstall               | 18         |
| Raxendorf               | 5          |
| Ruprechtshofen          | 6          |
| Schollach               | 7          |
| Schönbühel-Aggsbach     | 28         |
| St. Leonhard am Forst   | 14         |
| St. Martin-Karlsbach    | 4          |
| St. Oswald              | 2          |
| Texingtal               | 7          |
| Weiten                  | 10         |
| Ybbs an der Donau       | 43         |
| Yspertal                | 12         |
| Zelking-Matzleinsdorf   | 10         |
| Summe Bezirk Melk       | 600        |